# Misionarke Ljubavi
Misionarke ljubavi (lat. Congregatio Missionariarum a Caritate) su katolička redovnička družba koju je osnovala Majka Terezija u Kalkuti 1950. godine. U 2022. godini imala je preko 5000 časnih sestara u 139 država.
Članovi reda imaju inicijale MC, prema engleskom nazivu „Missionaries of Charity”. Redovnice se pridržaju zavjeta čistoće, siromaštva i poslušnosti te četvrtoga zavjeta „svesrdne i besplatne pomoći za najsiromašnije od siromašnih”. 
Muški ogranak redovničke zajednice osnovan je 1963., a kontemplativni ogranak redovnica 1976. godine. Pridružili su se i brojni vjernici laici. Na zahtjev brojnih svećenika, Majka Terezija osnovala je 1981. Pokret za svećenike „Corpus Christi” (hrv. Tijelo Kristovo), a 1984. godine osnovala je s franjevcem Josipom Langfordom redovničku zajednicu za svećenike (eng. „Missionaries of Charity Fathers”).
Misionari skrbe za izbjeglice, bivše prostitutke, psihički oboljele, za bolesnu i napuštenu djecu, gubavce, oboljele od side i dr. Volonteri su u školama za djecu s ulice. Samo u Kalkuti ima 19 domova, koji uključuju domove samo za žene, za napuštenu djecu i za umiruće; oboljele od side, školu za djecu ulice i dom za gubavce. Ove se usluge pružaju bez obzira na vjeru ili društveni stalež.  

## Čelnice reda
- Majka Terezija (1950. - 1997.)
- s. Mary Nirmala Joshi iz Indije (1997. - 2009.)
- s. Mary Prema iz Njemačke (2009. - 2022.)
- s. Mary Joseph iz Indije(2022. - )[3]